# Arghiri Emmanuel
Arghiri Emmanuel (1911-2001) est un économiste grec d'inspiration marxiste qui s'est intéressé aux échanges internationaux et en particulier à la situation des pays en voie de développement. Il est notamment connu pour ses écrits sur l'échange inégal.

## Vie
Arghiri Emmanuel est né à Patras en Grèce le 7 juin 1911. Après avoir fait des études économiques et commerciales dans son pays natal, il part s'installer au Congo belge en 1937. Il s'engage comme volontaire dans les forces grecques en 1942, retourne au Congo après la guerre où il défend les colons occidentaux, dont il fait partie, accusés d'avoir tiré profit illégitimement de la colonisation. En 1957, il fuit le Congo et part s'établir en France, où il suit d'abord des études d'histoire de l'art à l'École du Louvre, puis d'économie, sous la direction de Charles Bettelheim, puis il devient professeur d'économie à partir de 1969. Il meurt à Paris 13e le 14 décembre 2001.

## Travaux
S'il s'inspire de Marx, il est pourtant critique à l'égard des théories marxistes du sous-développement. Il réfute également certaines hypothèses de la théorie ricardienne du sous-développement, en particulier l'immobilité du facteur capital.
Emmanuel applique la théorie de l'exploitation de Marx aux échanges internationaux. Le commerce international serait un processus d'exploitation des pays pauvres par les pays riches. En effet, les exportations des pays sous-développés à destination des pays développés sont dévaluées par le bas-salaire des travailleurs du Sud par rapport à ceux du Nord, appartenant pourtant parfois à une même branche. Cet échange inégal entraîne un transfert de valeur et un surprofit pour les firmes des nations développées. Ce surprofit est en partie versé aux salariés des pays riches, qui contribuent alors à l'exploitation.
Emmanuel s'est également intéressé aux effets des transferts de technologie sur les pays en développement. La dépendance de ces pays n'est pas une cause, mais une conséquence du sous-développement. L'indépendance de ces pays ne sera effective que lorsqu'ils disposeront des technologies des pays développés : les firmes internationales ont alors un rôle positif à jouer. Au contraire, un développement autocentré ne peut qu'accroître le sous-développement.

## Sources
- Marc Montoussé (dir.), Dictionnaire des auteurs en sciences économiques et sociales.